# My Soul Pleads for You
My Soul Pleads for You is een nummer van de Britse zanger Simon Webbe uit 2007. Het is de tweede single van zijn tweede studioalbum Grace.
"My Soul Pleads for You" gaat over een man die door zijn vrouw is verlaten, maar vurig naar haar terugverlangt. Het nummer werd een kleine hit in het Verenigd Koninkrijk, Italië en Nederland. In het Verenigd Koninkrijk kwam het tot een bescheiden 45e positie, terwijl het in Nederland een 3e positie haalde in de Tipparade.
Op de B-kant staat een cover van When You Were Young van The Killers.

## Tracklijst
1. "My Soul Pleads for You" – 3:05
2. "When You Were Young" – 2:57